# Megastylus atratus
Megastylus atratus är en stekelart som beskrevs av Dasch 1992. Megastylus atratus ingår i släktet Megastylus och familjen brokparasitsteklar. Inga underarter finns listade i Catalogue of Life.